# Top 12 de la URBA 2017
El Top 12 de la URBA de 2017 fue la centésima décima sexta edición del torneo de rugby de la Ciudad de Buenos Aires y alrededores y la vigésima segunda desde que se creó la mencionada URBA. La actual temporada comenzó el 29 de abril y finalizó el 11 de noviembre de 2017.
A diferencia de años anteriores y a partir de la modificación estructural de todas las categorías de la URBA, esta fue la primera edición que se disputó con formato de Top 12.

## Equipos participantes
| Equipo                             | Localidad           | POS 2016         | Cant |
| ---------------------------------- | ------------------- | ---------------- | ---- |
| Asociación Alumni                  | Malvinas Argentinas | 9.º              | 21   |
| Belgrano Athletic Club             | Pilar               | Campeón          | 14   |
| Club Atlético de San Isidro        | San Isidro          | 7.º              | 22   |
| Club Atlético del Rosario          | Rosario             | 12.º             | 19   |
| Club Newman                        | Benavídez           | Semifinalista    | 20   |
| Club Pucará                        | Burzaco             | 11.º             | 16   |
| Club Regatas de Bella Vista        | San Miguel          | Cuartos de final | 16   |
| Club San Luis                      | La Plata            | Semifinalista    | 18   |
| Club Universitario de Buenos Aires | Villa de Mayo       | 8.º              | 16   |
| Hindú Club                         | Don Torcuato        | Subcampeón       | 22   |
| La Plata Rugby Club                | La Plata            | 10.º             | 21   |
| San Isidro Club                    | San Isidro          | Cuartos de final | 22   |

## Forma de disputa y reglamentaciones
El campeonato está dividido en dos etapas, la etapa regular y la etapa eliminatoria.
Etapa regular
Los equipos se enfrentan entre sí con formato de todos contra todos a dos ruedas. Se otorgan cuatro (4) puntos por victoria, dos (2) por empate y ninguno (0) en caso de derrota. También se otorga punto bónus:
- El punto bonus ofensivo se da cuando un equipo logra por lo menos tres tries más que su rival.
- El punto bonus defensivo se da cuando un equipo pierde por una diferencia de hasta siete puntos.

Los cuatro mejores equipos avanzan directamente a las semifinales.
Etapa eliminatoria
Los equipos ubicados primero y segundo enfrentarán al cuarto y tercero respectivamente y los ganadores avanzan a la final para determinar al campeón.
Descensos y ascensos
Los equipos ubicados en el 11º y 12º puesto en la etapa regular descenderán directamente a la Primera División A, mientras que el campeón y subcampeón de la Primera División A ascenderán directamente. En tanto, el equipo que finalice en el 10º puesto jugará un repechaje contra el tercer mejor equipo de la Primera División A.

## Clasificación
Actualizado al 28 de octubre de 2017 (22.ª jornada).
| Pos. | Equipo               | Encuentros | Encuentros | Encuentros | Encuentros | Tantos | Tantos | Tantos | PB | PB | Puntos |
| Pos. | Equipo               | PJ         | PG         | PE         | PP         | F      | C      | Dif    | BO | BD | Puntos |
| ---- | -------------------- | ---------- | ---------- | ---------- | ---------- | ------ | ------ | ------ | -- | -- | ------ |
| 1.º  | Pucará               | 22         | 14         | 1          | 7          | 544    | 416    | 128    | 4  | 5  | 67     |
| 2.º  | SIC                  | 22         | 14         | 1          | 7          | 628    | 448    | 180    | 3  | 5  | 66     |
| 3.º  | Alumni               | 22         | 14         | 2          | 6          | 639    | 527    | 112    | 4  | 2  | 66     |
| 4.º  | Hindú Club           | 22         | 14         | 0          | 8          | 646    | 579    | 67     | 7  | 2  | 65     |
| 5.º  | CUBA                 | 22         | 13         | 1          | 8          | 588    | 462    | 126    | 7  | 2  | 63     |
| 6.º  | Belgrano Athletic    | 22         | 12         | 1          | 9          | 602    | 630    | -28    | 3  | 2  | 55     |
| 7.º  | Newman               | 22         | 10         | 1          | 11         | 515    | 527    | -12    | 2  | 5  | 49     |
| 8.º  | San Luis             | 22         | 9          | 2          | 11         | 546    | 541    | 5      | 2  | 4  | 46     |
| 9.º  | CASI                 | 21         | 8          | 0          | 13         | 468    | 530    | -62    | 0  | 7  | 39     |
| 10.º | Regatas Bella Vista  | 22         | 7          | 2          | 13         | 518    | 606    | -88    | 1  | 6  | 39     |
| 11.º | La Plata             | 22         | 7          | 0          | 15         | 431    | 590    | -159   | 2  | 6  | 36     |
| 12.º | Atlético del Rosario | 21         | 3          | 1          | 17         | 482    | 751    | -269   | 0  | 4  | 18     |

|  | Clasificados a las semifinales y al Campeonato Nacional de Clubes. |
|  | Clasificados al Campeonato Nacional de Clubes.                     |
|  | Disputa un repechaje para mantener la categoría.                   |
|  | Desciende a 1° División A.                                         |

## Resultados

### Etapa regular
- El 21 de diciembre de 2016 se dio a conocer el fixture completo para la temporada 2017 del Top 12 de la URBA.[4]
- Tendrá 22 jornadas y 5 fechas libres entre semana.
- Todos los horarios corresponden al huso horario local UTC -03:00.

#### Ida
| Fecha 1            | Fecha 1            | Fecha 1              |
| 29 de abril, 15:30 | 29 de abril, 15:30 | 29 de abril, 15:30   |
| Local              | Resultado          | Visitante            |
| ------------------ | ------------------ | -------------------- |
| CASI               | 44 - 24            | Belgrano Athletic    |
| Hindú Club         | 23 - 8             | Atlético del Rosario |
| CUBA               | 34 - 17            | SIC                  |
| Pucará             | 18 - 18            | Regatas Bella Vista  |
| Newman             | 24 - 21            | Alumni               |
| San Luis           | 19 - 18            | La Plata             |
| 1. 2.              |                    |                      |

| Fecha 2             | Fecha 2          | Fecha 2              |
| 6 de mayo, 15:30    | 6 de mayo, 15:30 | 6 de mayo, 15:30     |
| Local               | Resultado        | Visitante            |
| ------------------- | ---------------- | -------------------- |
| Alumni              | 16 - 26          | Pucará               |
| Newman              | 34 - 17          | Hindú Club           |
| Regatas Bella Vista | 34 - 39          | CASI                 |
| Belgrano Athletic   | 26 - 15          | San Luis             |
| La Plata            | 21 - 51          | CUBA                 |
| SIC                 | 33 - 33          | Atlético del Rosario |
| 1.                  |                  |                      |

| Fecha 3              | Fecha 3           | Fecha 3             |
| 13 de mayo, 15:30    | 13 de mayo, 15:30 | 13 de mayo, 15:30   |
| Local                | Resultado         | Visitante           |
| -------------------- | ----------------- | ------------------- |
| Hindú Club           | 32 - 55           | SIC                 |
| Atlético del Rosario | 32 - 12           | La Plata            |
| CUBA                 | 37 - 22           | Belgrano Athletic   |
| San Luis             | 15 - 31           | Regatas Bella Vista |
| CASI                 | 12 - 39           | Alumni              |
| Pucará               | 24 - 20           | Newman              |
| 1.                   |                   |                     |

| Fecha 4             | Fecha 4           | Fecha 4              |
| 27 de mayo, 15:30   | 27 de mayo, 15:30 | 27 de mayo, 15:30    |
| Local               | Resultado         | Visitante            |
| ------------------- | ----------------- | -------------------- |
| Newman              | 23 - 18           | CASI                 |
| Pucará              | 12 - 19           | Hindú Club           |
| Alumni              | 39 - 19           | San Luis             |
| Regatas Bella Vista | 10 - 23           | CUBA                 |
| Belgrano Athletic   | 32 - 28           | Atlético del Rosario |
| La Plata            | 18 - 17           | SIC                  |
| 1.                  |                   |                      |

| Fecha 5              | Fecha 5           | Fecha 5             |
| 3 de junio, 15:30    | 3 de junio, 15:30 | 3 de junio, 15:30   |
| Local                | Resultado         | Visitante           |
| -------------------- | ----------------- | ------------------- |
| Hindú Club           | 44 - 17           | La Plata            |
| SIC                  | 38 - 21           | Belgrano Athletic   |
| Atlético del Rosario | 33 - 42           | Regatas Bella Vista |
| CUBA                 | 34 - 18           | Alumni              |
| San Luis             | 25 - 26           | Newman              |
| CASI                 | 10 - 28           | Pucará              |

| Fecha 6             | Fecha 6            | Fecha 6              |
| 10 de junio, 15:30  | 10 de junio, 15:30 | 10 de junio, 15:30   |
| Local               | Resultado          | Visitante            |
| ------------------- | ------------------ | -------------------- |
| CASI                | 29 - 32            | Hindú Club           |
| Pucará              | 22 - 23            | San Luis             |
| Newman              | 16 - 22            | CUBA                 |
| Alumni              | 41 - 20            | Atlético del Rosario |
| Regatas Bella Vista | 7 - 24             | SIC                  |
| Belgrano Athletic   | 29 - 28            | La Plata             |
| 1.                  |                    |                      |

| Fecha 7              | Fecha 7            | Fecha 7             |
| 17 de junio, 14:00   | 17 de junio, 14:00 | 17 de junio, 14:00  |
| Local                | Resultado          | Visitante           |
| -------------------- | ------------------ | ------------------- |
| Hindú Club           | 19 - 23            | Belgrano Athletic   |
| La Plata             | 20 - 10            | Regatas Bella Vista |
| SIC                  | 34 - 19            | Alumni              |
| Atlético del Rosario | 24 - 35            | Newman              |
| San Luis             | 16 - 15            | CASI                |
| CUBA                 | 26 - 16            | Pucará              |
| 1.                   |                    |                     |

| Fecha 8             | Fecha 8            | Fecha 8              |
| 24 de junio, 14:00  | 24 de junio, 14:00 | 24 de junio, 14:00   |
| Local               | Resultado          | Visitante            |
| ------------------- | ------------------ | -------------------- |
| CASI                | 6 - 26             | CUBA                 |
| San Luis            | 51 - 33            | Hindú Club           |
| Pucará              | 34 - 7             | Atlético del Rosario |
| Alumni              | 31 - 27            | La Plata             |
| Regatas Bella Vista | 33 - 35            | Belgrano Athletic    |
| Newman              | 19 - 26            | SIC                  |
| 1. 2.               |                    |                      |

| Fecha 9              | Fecha 9           | Fecha 9             |
| 8 de julio, 15:30    | 8 de julio, 15:30 | 8 de julio, 15:30   |
| Local                | Resultado         | Visitante           |
| -------------------- | ----------------- | ------------------- |
| SIC                  | 10 - 17           | Pucará              |
| Hindú Club           | 38 - 21           | Regatas Bella Vista |
| Belgrano Athletic    | 26 - 24           | Alumni              |
| La Plata             | 30 - 22           | Newman              |
| Atlético del Rosario | 30 - 17           | CASI                |
| CUBA                 | 19 - 19           | San Luis            |
| 1.                   |                   |                     |

| Fecha 10           | Fecha 10           | Fecha 10             |
| 15 de julio, 15:30 | 15 de julio, 15:30 | 15 de julio, 15:30   |
| Local              | Resultado          | Visitante            |
| ------------------ | ------------------ | -------------------- |
| CUBA               | 30 - 3             | Hindú Club           |
| San Luis           | 22 - 31            | Atlético del Rosario |
| CASI               | 0 - 14             | SIC                  |
| Pucará             | 13 - 14            | La Plata             |
| Newman             | 17 - 17            | Belgrano Athletic    |
| Alumni             | 26 - 18            | Regatas Bella Vista  |
| 1.                 |                    |                      |

| Fecha 11             | Fecha 11           | Fecha 11           |
| 22 de julio, 15:30   | 22 de julio, 15:30 | 22 de julio, 15:30 |
| Local                | Resultado          | Visitante          |
| -------------------- | ------------------ | ------------------ |
| La Plata             | 22 - 32            | CASI               |
| Hindú Club           | 5 - 33             | Alumni             |
| Regatas Bella Vista  | 29 - 28            | Newman             |
| Belgrano Athletic    | 22 - 29            | Pucará             |
| SIC                  | 37 - 33            | San Luis           |
| Atlético del Rosario | 22 - 23            | CUBA               |
| 1.                   |                    |                    |

#### Vuelta
| Fecha 12             | Fecha 12           | Fecha 12           |
| 5 de agosto, 15:30   | 5 de agosto, 15:30 | 5 de agosto, 15:30 |
| Local                | Resultado          | Visitante          |
| -------------------- | ------------------ | ------------------ |
| Alumni               | 39 - 27            | Newman             |
| Atlético del Rosario | 24 - 41            | Hindú Club         |
| SIC                  | 41 - 12            | CUBA               |
| La Plata             | 29 - 17            | San Luis           |
| Belgrano Athletic    | 36 - 35            | CASI               |
| Regatas Bella Vista  | 18 - 19            | Pucará             |
| 1.                   |                    |                    |

| Fecha 13             | Fecha 13            | Fecha 13            |
| 12 de agosto, 15:30  | 12 de agosto, 15:30 | 12 de agosto, 15:30 |
| Local                | Resultado           | Visitante           |
| -------------------- | ------------------- | ------------------- |
| San Luis             | 16 - 27             | Belgrano Athletic   |
| Hindú Club           | 26 - 35             | Newman              |
| Pucará               | 14 - 21             | Alumni              |
| CASI                 | 25 - 23             | Regatas Bella Vista |
| CUBA                 | 33 - 15             | La Plata            |
| Atlético del Rosario | 13 - 33             | SIC                 |
| 1.                   |                     |                     |

| Fecha 14            | Fecha 14            | Fecha 14             |
| 19 de agosto, 15:30 | 19 de agosto, 15:30 | 19 de agosto, 15:30  |
| Local               | Resultado           | Visitante            |
| ------------------- | ------------------- | -------------------- |
| La Plata            | 37 - 17             | Atlético del Rosario |
| SIC                 | 17 - 20             | Hindú Club           |
| Belgrano Athletic   | 36 - 15             | CUBA                 |
| Regatas Bella Vista | 21 - 28             | San Luis             |
| Alumni              | 39 - 32             | CASI                 |
| Newman              | 15 - 37             | Pucará               |

| Fecha 15               | Fecha 15               | Fecha 15               |
| 2 de septiembre, 15:30 | 2 de septiembre, 15:30 | 2 de septiembre, 15:30 |
| Local                  | Resultado              | Visitante              |
| ---------------------- | ---------------------- | ---------------------- |
| Hindú Club             | 41 - 21                | Pucará                 |
| CASI                   | 25 - 19                | Newman                 |
| San Luis               | 17 - 17                | Alumni                 |
| CUBA                   | 27 - 30                | Regatas Bella Vista    |
| Atlético del Rosario   | 19 - 44                | Belgrano Athletic      |
| SIC                    | 66 - 17                | La Plata               |

| Fecha 16               | Fecha 16               | Fecha 16               |
| 9 de septiembre, 15:30 | 9 de septiembre, 15:30 | 9 de septiembre, 15:30 |
| Local                  | Resultado              | Visitante              |
| ---------------------- | ---------------------- | ---------------------- |
| La Plata               | 17 - 23                | Hindú Club             |
| Belgrano Athletic      | 24 - 3                 | SIC                    |
| Regatas Bella Vista    | 34 - 20                | Atlético del Rosario   |
| Alumni                 | 27 - 15                | CUBA                   |
| Newman                 | 11 - 32                | San Luis               |
| Pucará                 | 19 - 10                | CASI                   |

| Fecha 17                | Fecha 17                | Fecha 17                |
| 16 de septiembre, 15:30 | 16 de septiembre, 15:30 | 16 de septiembre, 15:30 |
| Local                   | Resultado               | Visitante               |
| ----------------------- | ----------------------- | ----------------------- |
| SIC                     | 45 - 10                 | Regatas Bella Vista     |
| La Plata                | 20 - 13                 | Belgrano Athletic       |
| Hindú Club              | 22 - 23                 | CASI                    |
| San Luis                | 21 - 32                 | Pucará                  |
| CUBA                    | 12 - 20                 | Newman                  |
| Atlético del Rosario    | 30 - 33                 | Alumni                  |

| Fecha 18                | Fecha 18                | Fecha 18                |
| 23 de septiembre, 15:30 | 23 de septiembre, 15:30 | 23 de septiembre, 15:30 |
| Local                   | Resultado               | Visitante               |
| ----------------------- | ----------------------- | ----------------------- |
| Belgrano Athletic       | 33 - 52                 | Hindú Club              |
| Regatas Bella Vista     | 18 - 16                 | La Plata                |
| Alumni                  | 27 - 22                 | SIC                     |
| Newman                  | 40 - 38                 | Atlético del Rosario    |
| Pucará                  | 13 - 20                 | CUBA                    |
| CASI                    | 12 - 16                 | San Luis                |

| Fecha 19             | Fecha 19            | Fecha 19            |
| 7 de octubre, 15:30  | 7 de octubre, 15:30 | 7 de octubre, 15:30 |
| Local                | Resultado           | Visitante           |
| -------------------- | ------------------- | ------------------- |
| Hindú Club           | 36 - 29             | San Luis            |
| CUBA                 | 24 - 26             | CASI                |
| Atlético del Rosario | 22 - 36             | Pucará              |
| SIC                  | 27 - 26             | Newman              |
| La Plata             | 19 - 22             | Alumni              |
| Belgrano Athletic    | 39 - 37             | Regatas Bella Vista |

| Fecha 20             | Fecha 20             | Fecha 20             |
| 14 de octubre, 15:30 | 14 de octubre, 15:30 | 14 de octubre, 15:30 |
| Local                | Resultado            | Visitante            |
| -------------------- | -------------------- | -------------------- |
| Regatas Bella Vista  | 17 - 37              | Hindú Club           |
| Alumni               | 40 - 24              | Belgrano Athletic    |
| Newman               | 15 - 14              | La Plata             |
| Pucará               | 22 - 17              | SIC                  |
| CASI                 | Susp.                | Atlético del Rosario |
| San Luis             | 40 - 7               | CUBA                 |

| Fecha 21             | Fecha 21             | Fecha 21             |
| 21 de octubre, 15:30 | 21 de octubre, 15:30 | 21 de octubre, 15:30 |
| Local                | Resultado            | Visitante            |
| -------------------- | -------------------- | -------------------- |
| Hindú Club           | 34 - 14              | CUBA                 |
| Atlético del Rosario | 21 - 57              | San Luis             |
| SIC                  | 31 - 30              | CASI                 |
| La Plata             | 7 - 38               | Pucará               |
| Belgrano Athletic    | 10 - 27              | Newman               |
| Regatas Bella Vista  | 33 - 33              | Alumni               |

| Fecha 22             | Fecha 22             | Fecha 22             |
| 28 de octubre, 15:30 | 28 de octubre, 15:30 | 28 de octubre, 15:30 |
| Local                | Resultado            | Visitante            |
| -------------------- | -------------------- | -------------------- |
| Alumni               | 34 - 49              | Hindú Club           |
| Newman               | 18 - 24              | Regatas Bella Vista  |
| Pucará               | 54 - 39              | Belgrano Athletic    |
| CASI                 | 28 - 13              | La Plata             |
| San Luis             | 14 - 21              | SIC                  |
| CUBA                 | 84 - 10              | Atlético del Rosario |

### Etapa eliminatoria
|  | Semifinales | Semifinales |        |       | Final | Final |  |
|  |             |             |        |       |       |       |  |
|  |             |             |        |       |       |       |  |
|  | Pucará      | 22          |        |       |       |       |  |
|  | Pucará      | 22          |        |       |       |       |  |
|  | Hindú       | 28          |        |       |       |       |  |
|  | Hindú       | 28          |        | Hindú | 27    |       |  |
|  |             |             |        | Hindú | 27    |       |  |
|  |             |             | Alumni | 20    |       |       |  |
|  | Alumni      | 23          | Alumni | 20    |       |       |  |
|  | Alumni      | 23          |        |       |       |       |  |
|  | SIC         | 20          |        |       |       |       |  |
|  | SIC         | 20          |        |       |       |       |  |
|  |             |             |        |       |       |       |  |

- Todos los horarios corresponden al huso horario local UTC -03:00.

#### Semifinales
| 4 de noviembre | Pucará | 22 - 28 | Hindú |             |  |
|                |        |         |       | Árbitro(s): |  |

| 5 de noviembre | Alumni | 23 - 20 | SIC |             |  |
|                |        |         |     | Árbitro(s): |  |

#### Final
| 11 de noviembre - 16:10 | Alumni | 20 - 27 | Hindú | CASI,       |  |
|                         |        |         |       | Árbitro(s): |  |

Hindú Club

Campeón

10º título

1.º Top 12

## Resultados en detalle

### Cuadro de resultados
| Clubes               | ALU   | AR    | BEL   | CASI  | CUBA  | HIN   | LP    | NEW   | PUC   | RBV   | SIC   | SL    |
| -------------------- | ----- | ----- | ----- | ----- | ----- | ----- | ----- | ----- | ----- | ----- | ----- | ----- |
| Alumni               |       | 41-20 | 40-24 | 39-32 | 27-15 | 34-49 | 31-27 | 39-27 | 16-26 | 26-18 | 27-22 | 39-19 |
| Atlético del Rosario | 30-33 |       | 19-44 | 30-17 | 22-23 | 24-41 | 32-12 | 24-35 | 22-36 | 33-42 | 13-33 | 21-57 |
| Belgrano Athletic    | 26-24 | 32-28 |       | 36-35 | 36-15 | 33-52 | 29-28 | 10-27 | 22-29 | 39-37 | 24-3  | 26-15 |
| CASI                 | 12-39 | Susp. | 44-24 |       | 6-26  | 29-32 | 28-13 | 25-19 | 10-28 | 25-23 | 0-14  | 12-16 |
| CUBA                 | 34-18 | 84-10 | 37-22 | 24-26 |       | 30-3  | 33-15 | 12-20 | 26-16 | 27-30 | 34-17 | 19-19 |
| Hindú Club           | 5-33  | 23-8  | 19-23 | 22-23 | 34-14 |       | 44-17 | 26-35 | 41-21 | 38-21 | 32-55 | 36-29 |
| La Plata             | 19-22 | 37-17 | 20-13 | 22-32 | 21-51 | 17-23 |       | 30-22 | 7-38  | 20-10 | 18-17 | 29-17 |
| Newman               | 24-21 | 40-38 | 17-17 | 23-18 | 16-22 | 34-17 | 15-14 |       | 15-37 | 18-24 | 19-26 | 11-32 |
| Pucará               | 14-21 | 34-7  | 54-39 | 19-10 | 13-20 | 12-19 | 13-14 | 24-20 |       | 18-18 | 22-17 | 22-23 |
| Regatas Bella Vista  | 33-33 | 34-20 | 33-35 | 34-39 | 10-23 | 17-37 | 18-16 | 29-28 | 18-19 |       | 7-24  | 21-28 |
| SIC                  | 34-19 | 33-33 | 38-21 | 31-30 | 41-12 | 17-20 | 66-17 | 27-26 | 10-17 | 45-10 |       | 37-33 |
| San Luis             | 17-17 | 22-31 | 16-27 | 16-15 | 40-7  | 51-33 | 19-18 | 25-26 | 21-32 | 15-31 | 14-21 |       |

|  | Victoria local |  | Empate |  | Derrota local |

### Evolución de la clasificación
| Club                 | 1  | 2  | 3  | 4  | 5  | 6  | 7  | 8  | 9  | 10 | 11 | 12 | 13 | 14 | 15 | 16 | 17 | 18 | 19 | 20 | 21 | 22 |
| -------------------- | -- | -- | -- | -- | -- | -- | -- | -- | -- | -- | -- | -- | -- | -- | -- | -- | -- | -- | -- | -- | -- | -- |
| Alumni               | 9  | 11 | 6  | 4  | 7  | 6  | 7  | 6  | 7  | 6  | 4  | 4  | 3  | 3  | 4  | 3  | 3  | 2  | 2  | 1  | 1  | 3  |
| Atlético del Rosario | 10 | 9  | 8  | 10 | 10 | 11 | 12 | 12 | 11 | 11 | 10 | 11 | 12 | 12 | 12 | 12 | 12 | 12 | 12 | 12 | 12 | 12 |
| Belgrano Athletic    | 12 | 6  | 9  | 7  | 9  | 7  | 6  | 5  | 4  | 4  | 5  | 5  | 5  | 5  | 3  | 2  | 4  | 4  | 4  | 6  | 6  | 6  |
| CASI                 | 1  | 2  | 4  | 5  | 8  | 9  | 10 | 10 | 12 | 12 | 12 | 12 | 10 | 10 | 10 | 11 | 10 | 11 | 10 | 10 | 10 | 9  |
| CUBA                 | 2  | 1  | 1  | 1  | 1  | 1  | 1  | 1  | 1  | 1  | 1  | 1  | 1  | 1  | 1  | 1  | 1  | 1  | 1  | 4  | 5  | 5  |
| Hindú Club           | 3  | 5  | 10 | 6  | 4  | 4  | 4  | 7  | 6  | 7  | 7  | 6  | 7  | 6  | 6  | 6  | 6  | 6  | 6  | 5  | 4  | 4  |
| La Plata             | 8  | 12 | 12 | 11 | 11 | 12 | 11 | 11 | 9  | 9  | 9  | 8  | 8  | 8  | 8  | 9  | 8  | 9  | 9  | 9  | 9  | 11 |
| Newman               | 4  | 3  | 3  | 2  | 2  | 2  | 2  | 3  | 5  | 5  | 6  | 7  | 6  | 7  | 7  | 8  | 7  | 7  | 7  | 7  | 7  | 7  |
| Pucará               | 7  | 4  | 2  | 3  | 3  | 3  | 5  | 4  | 2  | 3  | 3  | 3  | 4  | 4  | 5  | 5  | 5  | 5  | 5  | 3  | 2  | 1  |
| Regatas Bella Vista  | 6  | 8  | 5  | 9  | 6  | 8  | 9  | 9  | 10 | 10 | 11 | 10 | 11 | 11 | 11 | 10 | 11 | 10 | 11 | 11 | 11 | 10 |
| SIC                  | 11 | 10 | 7  | 8  | 5  | 5  | 3  | 2  | 3  | 2  | 2  | 2  | 2  | 2  | 2  | 4  | 2  | 3  | 3  | 2  | 3  | 2  |
| San Luis             | 5  | 7  | 11 | 12 | 12 | 10 | 8  | 8  | 8  | 8  | 8  | 9  | 9  | 9  | 9  | 7  | 9  | 8  | 8  | 8  | 8  | 8  |